# 布赓语支
布赓语支有巴琉语、布赓语两种南亚语系语言，分布在中国南方广西和云南。曾认为莽语也在其中，但Paul Sidwell认为它是南亚语系下一个单独分支。

## 系属分类
Jenny & Sidwell (2015)认为布赓语支是南亚语系下一个独立的分支。
此前人们对个别莽语和布赓语提出了各种分类方法。1990年，白保罗提出，巴琉语自称孟高棉语族下一语支。艾杰瑞 & Gregerson (1996)列出了巴琉语和越语支许多共享的词汇特征；但Gérard Diffloth后来提出，巴琉语和布赓语与佤德昂语支有亲缘关系，是更广的北孟高棉语支的一部分。

### 莽语
一般认为莽语与本分支同级，如Ilia Peiros(2004)和Sidwell的早期构拟。阮文利将莽语归入佤语，后来归为与佤语平级(Sidwell 2009:133)。

## 构拟
原始布赓语是巴琉语和布赓语的祖语，但不是莽语的祖语，构拟方案见Andrew Hsiu (2016)。Hsiu (2017)引李旭练(1999)，指出布赓语支以前分布在贵州更北部，与仡佬语关系密切。Hsiu (2017)也指出，布赓语支展现出来自仡央语群的借词影响，也影响了仡央语群。

## 阅读更多
- Sidwell, Paul; Hsiu, Andrew. . Paper presented at ICSTLL 52, University of Sydney, June 24–26, 2019. 2019  [2022-02-17]. （原始内容存档于2022-02-17） （英语）.
- Sidwell, Paul. . München: Lincom Europa. 2009 （英语）.
- Edmondson, Jerold A.  (PDF). Mon–Khmer Studies. 1995, 24: 133–159  [2022-02-17]. （原始内容存档 (PDF)于2019-08-04） （英语）.
- Edmondson, Jerold A.; Gregerson, Kenneth J.  (PDF). Mon–Khmer Studies. 1996, 26: 117–133  [2022-02-17]. （原始内容存档 (PDF)于2020-11-26） （英语）.
- Sidwell, Paul. . La Trobe Working Papers in Linguistics. 1995, 8. hdl:1959.9/538289  （英语）.
- 李錦芳.  (PDF). Mon–Khmer Studies. 1996, 26: 135–160  [2022-02-17]. （原始内容存档 (PDF)于2020-09-18） （英语）.
- Tan, Sijie; Yang, Minhui; Yu, Haijing; Dong, Yongli; Shou, Weihua; Zou, Ju; Tang, Wenru; Guo, Yue; Xiao, Chunjie. . Annals of Human Biology. 2007, 34 (5): 573–581. doi:10.1080/03014460701492237 （英语）.

汉语
- 李旭练. . 北京: 中央民族大学出版社. 1999 （中文）.
- 梁敏. . 民族语文. 1984, 1984 (4): 64–79 （中文）.
- 李錦芳. . 民族语文. 1996, 1996 (6): 68–77 （中文）.
- 高永奇. . 民族语文. 2001, 2001 (4): 72–80 （中文）.
- 高永奇. . 北京: 民族出版社. 2003 （中文）.